# Makinohara
Makinohara (牧之原市?) è una città giapponese della prefettura di Shizuoka.